# Атанасовское озеро
Атанасовское озеро (болг. Атанасовско езеро) — озеро, расположенное в Юго-Восточной Болгарии в городе Бургас, между кварталами Изгрев и Сарафово к западу от них. Это часть Бургасского озёрного комплекса, от Чёрного моря отделено Атанасовской косой. Озеро прибрежное, с большим разнообразием растительного и животного мира. Связано с Чёрным морем множеством каналов, через которые в озеро поступает вода. Общая площадь озера 7208,89 га, длина около 9 км, ширина 4,3 км, средняя глубина 0,3 м.

## Общая информация
Озеро пересекает по искусственно построенной перемычке новое шоссе из Бургаса на север, к аэропорту, курортному побережью и далее на Варну. Перемычка, по которой проходит новая дорога, делит озеро на две части, сообщающиеся между собой, как и с Чёрным море, с помощью каналов.
Старая дорога и заброшенная железнодорожная линия Бургас — Поморие проходит по Атанасовской косе, непосредственно через пляжи Бургаса. Перед II мировой войной по это дороге ходил поезд, называвшийся «Анхиало экспресс», и у озера была его первая остановка. Параллельно заброшенной железной дороге широкой колеи проходит узкоколейная железная дорога, используемая и сейчас в целях соледобычи и в качестве аттракциона для туристов.
В настоящее время по трассе старой автомобильной дороги проложена велодорожка, используемая в том числе и для движения пассажирских электрокаров в направлении Бургас — Атанасовское озеро.
В годы II мировой войны для защиты дороги вдоль побережья на Атанасовской косе были построены железобетонные оборонительные сооружения, сохранившиеся до настоящего времени.

### Добыча соли
Соль добывается в обеих частях, но преимущественно в южной. Солёность воды в озере повышается из-за связи между ним и Чёрным морем. Вследствие высокой солёности воды (20 — 27,5 промилле) озеро используется для соледобычи, начатой в 1906 году и продолжающейся до настоящего времени (2016 г.). В год общество «Черноморские сольницы» АД добывает примерно 40 тыс. тонн морской соли.

### Рекреационное использование
Озеро активно используется также и в рекреационных целях. Летом вода имеет розовый цвет, что определяется наличие водоросли дуналиелла солоноводная. Лечебные грязи Атанасовского озера представляют сульфидные иловые грязи, образующиеся в результате гниения органических веществ. Они чего имеют специфический запах сероводорода и высокое содержание сульфидов железа, солей кальция и магния, солей органических кислот и гумуса. Разрешенные для использования бассейны с лечебной грязью и рапой находятся в южной части Атанасовского озера, посещение их бесплатно. Здесь находится также наблюдательный пункт «Точка», используемый любителями для наблюдения за птицами, перелетающими по маршруту «Via Pontica».

## Галерея
- Надпись на щите: "Вход в канал запрещён, вода используется для добычи соли"
- Служебный поезд идёт по узкоколейной дороге на Атанасовской косе
- Велосипедная дорожка от Атанасовского озера (Солниц) к Бургасу
- Оборонительные сооружения II мировой войны у Атанасовского озера
- Использование Атанасовского озера в рекреационных целях

## Особо охраняемая территория
Озеро используется куликами Евразии для гнездования и как остановочный путь при миграциях в Африку и обратно. В 1980 году северная половина озера объявлена природным резерватом. Годом позже южная часть озера и территории в непосредственной близости от берегов всего озера были объявлены буферной зоной резервата. В 1999 году, согласно требованиям Закона о защищённых территория, категория резервата была изменена на «поддерживаемый резерват». В 2001 году на берегу южной части озера было создано и функционирует «укрытие для наблюдения за птицами». В 2003 году утверждён План управления охраняемой территорией. В 2007 году бывшая буферная зона сменила категорию на «охраняемую местность». Согласно Закону об охраняемых территория, резерват охраняется и управляется региональной инспекцией по окружающей среде и водам в Бургасе, под контролем Министерства окружающей среды и вод. На озере обнаружено 316 видов птиц, во всей Болгарии существует 423 вида